# Милорад Тепавац
Милорад Тепавац (Земун, 4. мај 1939) је српски вајар.

## Биографија
Рођен је 4. маја 1939. године у Земуну. Дипломирао је вајарство на Факултету ликовних уметности Универзитета уметности у Београду. Завршио је постдипломске студије у Београду 1970. Током студија је путовао у Бугарску, Совјетски Савез, Мађарску, Италију и Аустрију. Од 1969. године учествује на колективним изложбама у Београду, Ријеци, Тузли, Ечки, на личком аналу, Ликовном сусрету у Суботици и са Удружењем ликовних уметника Србије у Љубљани. Самостално је излагао у Београду 1972. и 1975. године. Учествовао је на групној изложби награђених радова на конкурсу за знак–симбол за обележавање историјских места у Београду 1969, изложби генерације 1969—1970. и 1970—1971. у Београду, изложби скулптуре у слободном простору Београда 1970—1971, изложбама УЛУС-а 1971—1974, изложби „НОБ у делима ликовних уметника Југославије” у Београду 1971, Бијеналу младих у Ријеци 1971, изложби југословенског портрета у Тузли 1971, изложбама Уметничке колоније Ечке 1971—1973, Мајској изложби у Београду 1971—1972, изложби скулптура '72. у Београду, изложби београдских уметника  у Љубљани и Марибору 1973, изложбама дела Сталног фонда за унапређење стваралаштва младих уметника у Суботици, Сомбору, Бачкој Тополи и Београду 1974. и изложби поводом тридесет година УЛУС-а 1975. Добитник је прве награде на конкурсу за знак–симбол за обележавање историјских места у Београду 1969, награде на изложби „УЛУС '72” у Београду, четврте награде са Томиславом Каузларићем на конкурсу за скулптурско и урбанистичко–архитектонско решење споменика Лењину 1972. и награде за скулптуру „Бели град” на конкурсу Туристичког савеза Београда 1974. године. Његова спомен чесма се налази у Раковици и више спомен–обележја у Београду. Његова дела су изложена у Музеју савремене уметности у Београду и Крагујевцу.